# Tünnes und Schäl

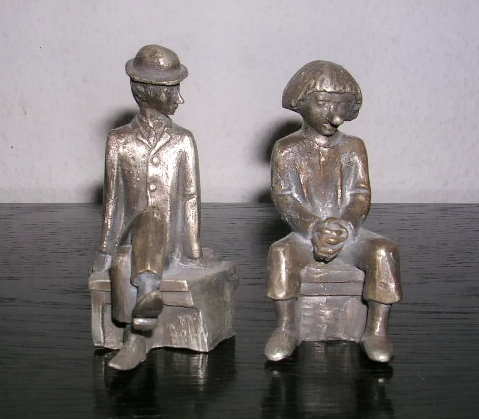
r-l: Tünnes und Schäl, um 1990, Kleinplastik-Figurengruppe aus Bronze (vom Bildhauer Heinz Klein-Arendt)

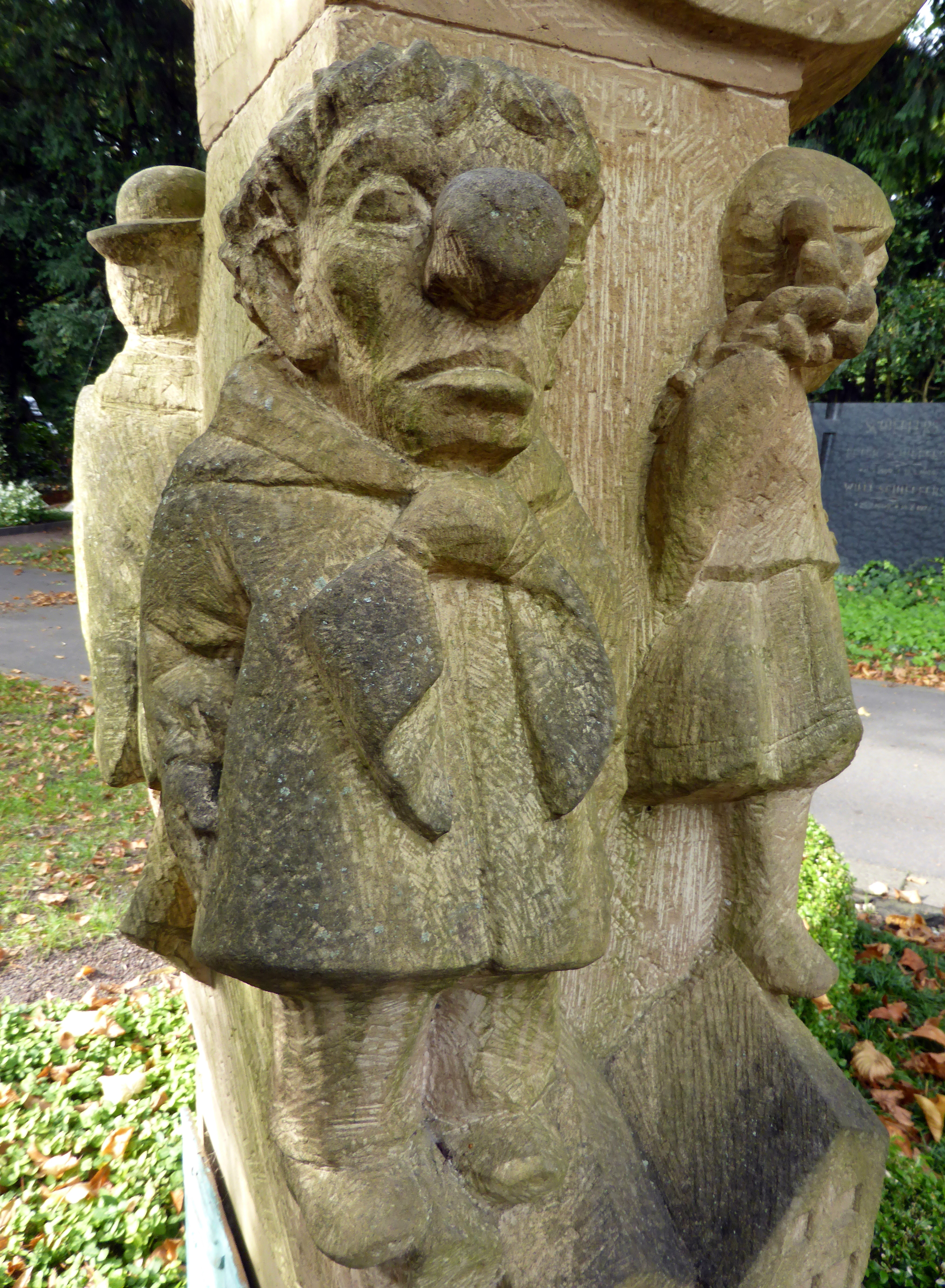
Tünnes-Abbild auf dem Johann-Christoph-Winters-Gedenkmal (Melaten-Friedhof)

Tünnes und Schäl sind zwei legendäre Figuren aus dem Hänneschen-Puppentheater der Stadt Köln.
Der Name Tünnes ist die rheinische Form von Antonius. Tünnes wird als knollennasiger, rustikaler Typ mit friedlichem Gemüt und einer gewissen Bauernschläue dargestellt.
Schäl bezieht sich einerseits auf das Schielen des Protagonisten. Der Ausdruck bedeutet andererseits in der kölschen Mundart auch schlecht oder falsch, so dass der Name mit Absicht doppeldeutig ist, siehe auch Schäl Sick. Die Figur ist schlanker als Tünnes und trägt stets einen Frack. Sein Charakter wird als schlitzohrig, listig und sogar hinterhältig dargestellt.

## Geschichte

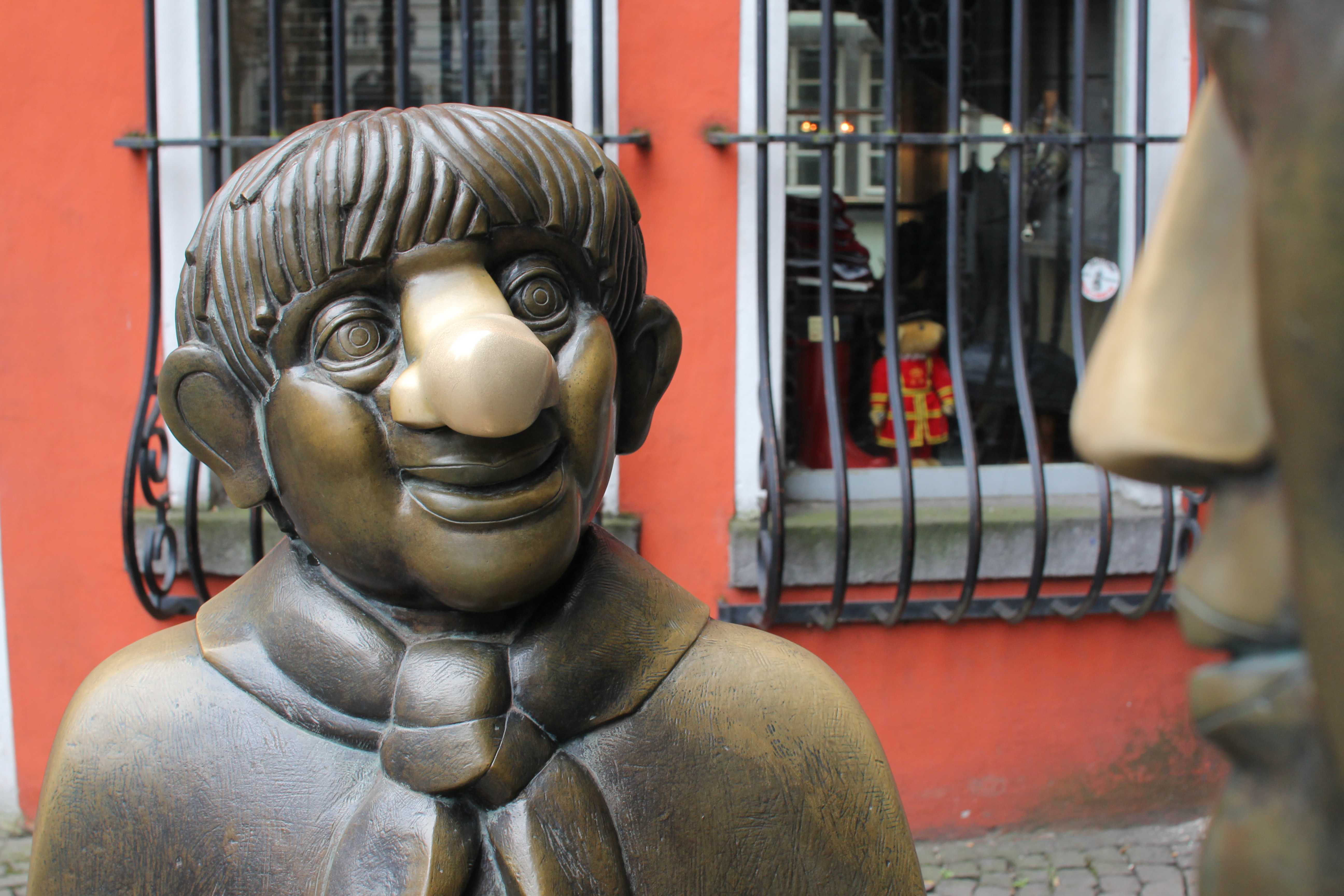
Tünnes, als Denkmal in der Kölner Altstadt (von dem Bildhauer Wolfgang Reuter aus Köln)

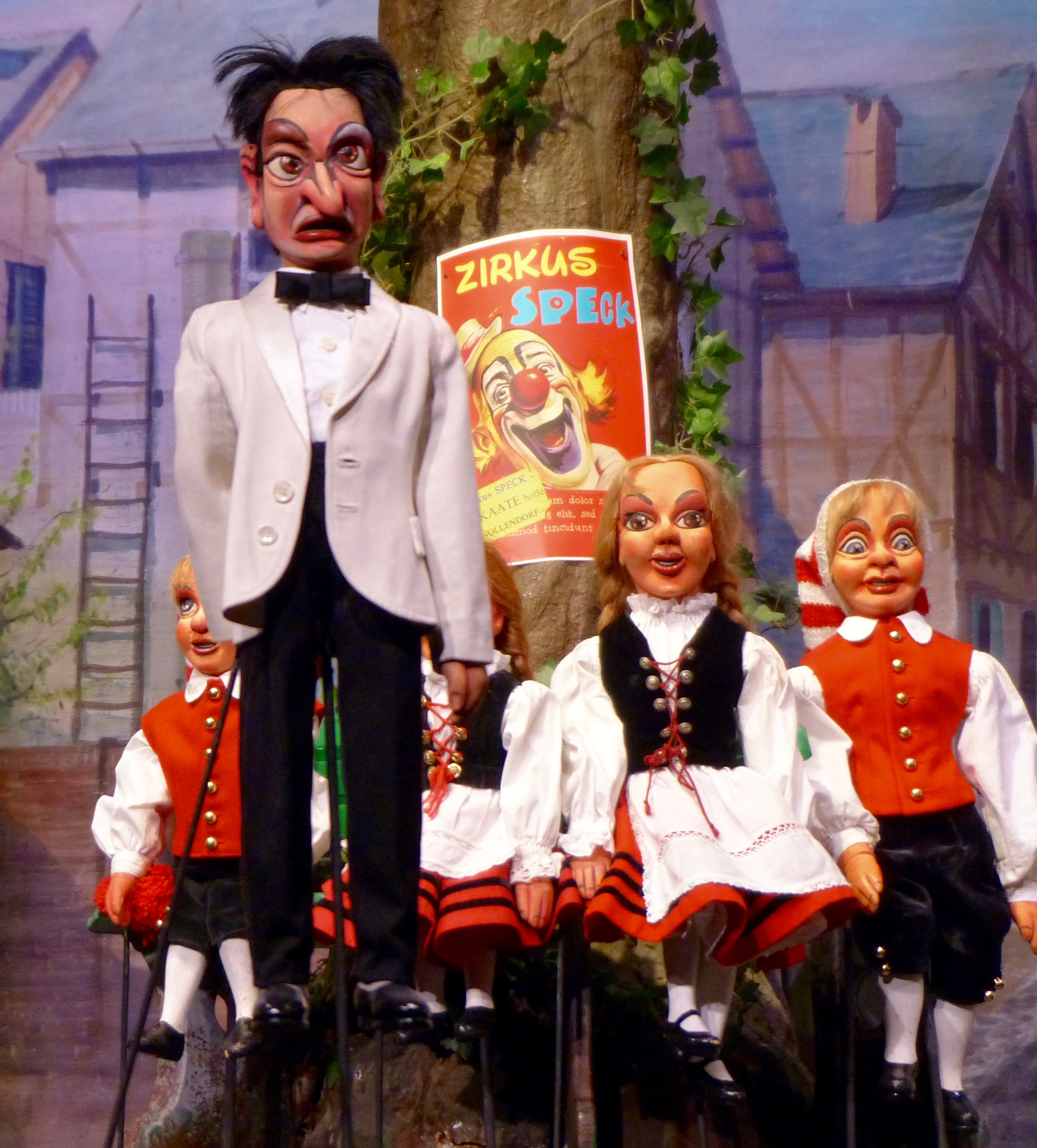
Schäl als Stockpuppe im Hänneschen-Theater

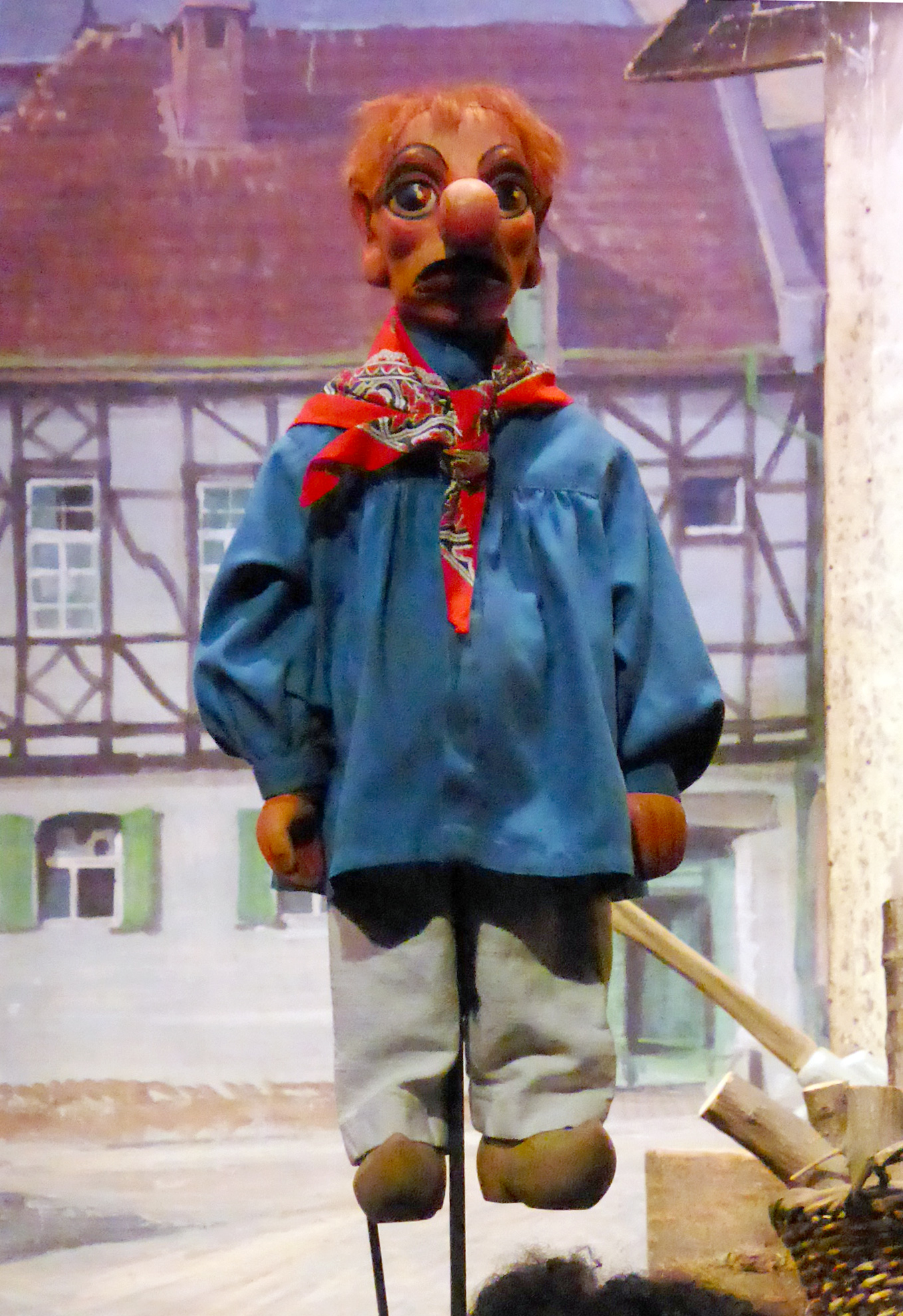
Tünnes als Stockpuppe im Hänneschen-Theater

Johann Christoph Winters, der Gründer des ersten Kölner Hänneschentheaters, etablierte im Jahre 1803 den Tünnes als Figur in seinem Ensemble. Die Einführung der Figur des Schäl in den 1850er Jahren wird von Brauchtumsexperten auf Winters Verärgerung über Franz Millewitsch, trotz der anderen Schreibweise ein Vorfahre des Volksschauspielers Willy Millowitsch, der ein konkurrierendes Puppentheater auf der Schäl Sick betrieb, zurückgeführt.

## Tünnes und Schäl als Kölsche Originale
Bei dem Duo handelt es sich um Figuren, die es in der Realität nie gegeben hat. Da sie nach Meinung vieler Kölner jedoch zahlreiche Eigenarten der Bewohner der Stadt aufweisen, werden sie trotzdem zu den Kölschen Originalen gezählt, die wirklich gelebt haben. Durch den hohen Bekanntheitsgrad auch außerhalb des Puppentheaters erzählt man sich nicht nur in Köln eine Vielzahl von „Tünnes-und-Schäl“-Witzen. Bis heute verwendet die Leitstelle der Kölner Verkehrs-Betriebe „Tünnes“ als Erkennungsnamen im Funkverkehr.

## Tünnes und Schäl im Kölner Karneval
Auf den Kölner Karnevalsbühnen traten bereits vor dem Ersten Weltkrieg Rednerduette als Tünnes un Schäl auf, unter anderem schlüpften Gerhard Ebeler und Karl Simons in den 20er Jahren in diese Rollen. Die Tradition der Tünnes und Schäl-Duette wurde bis Anfang des 21. Jahrhunderts fortgesetzt. Zuletzt wurden diese Typen von den Brüdern Gerd und Karl Jansen verkörpert, die in diesen Rollen mehr als 40 Jahre lang im Kölner Karneval auftraten. Auch in der Bebilderung karnevalistischer Aktivitäten wird das Duo gern genutzt. Der Grafiker Otto Schindler, der bis Mitte der 1980er Jahre den Kölner Rosenmontagszug und regelmäßig dessen Motto-Bild entwarf, griff dabei immer wieder auf die beiden Figuren zurück.

## Tünnes und Schäl in der Bildenden Kunst
1950 schuf der österreichische Bildhauer Wolfgang Wallner Tünnes und Schäl als erster Künstler als eine vier Meter hohe Figurengruppe mit den typischen Häusern der Kölner Altstadt, die als Nagelplastik für den Wiederaufbau des Gürzenich in Köln ausgestellt wurde und heute im Gürzenich steht. Überdies findet sich eine figürliche Darstellung von Tünnes und Schäl über dem dem Hauptbahnhof zugewandten Seitenportal des Kölner Doms, auf der rechten Seite des Spitzbogens.

## Wochenblatt
Tünnes und Schäl ist auch der Name eines humoristischen Wochenblattes, das der Kölner Karnevalsschlager-Komponist Willi Ostermann ab 1930 herausgab. Es wurde jedoch bereits 1931 wieder eingestellt.

## Tünnes als Rechtsobjekt
Im Jahre 1993 zeigte die Kölner Stunksitzung ein Kruzifix mit der Inschrift Tünnes anstatt „INRI“. Das Schild wurde nach einer Strafanzeige wegen Beschimpfung von Religionsgesellschaften polizeilich beschlagnahmt. Dem Einspruch des Regisseurs der Stunksitzung gegen den anschließenden Strafbefehl über DM 6000 wurde wegen des Vorrangs der Kunstfreiheit allerdings stattgegeben.

## Einzelbelege
1. ↑  Werner Jung: Das neuzeitliche Köln, ISBN 3-7616-1590-6, S. 227
2. ↑  Kölner Rosenmontagszeitungen der Jahre 1955 bis 1987 des Festkomitee Kölner Karneval (Greven Verlag bzw. Verlagsbeilage des Kölner Stadt-Anzeigers, eingesehen im Archiv des Kölner Karnevalsmuseum)
3. ↑  Jürgen Kappel: Wo ist die Grenze bei Witzen über Kirche und Religion? In: kirche-und-leben.de, 12. Februar 2018